# 埃德加·容格

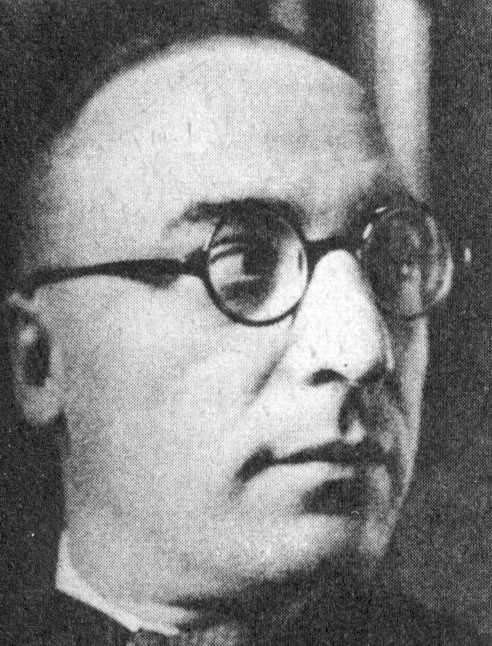
埃德加·容格

埃德加·容格（德語：Edgar Julius Jung，1894年3月6日—1934年7月1日）德国律师，生于巴伐利亚王国路德维希港，德国保守革命领袖，他反对魏玛共和国和议会制，同时也反对纳粹主义。1934年长刀之夜时被杀。